# تشايلد فوكاس
«تشايلد فوكس» هو الاسمُ الشائعُ للمركزِ الأوروبي للأطفالِ المفقودين والمُستَغلين جنسيًا.
أرقام تليفوناتٍ للطوارئ التابعة لَهم:
●11600 مجانًا، وفي بِلجيكا يتم الإتصال «تشايلد فوكاس» مُباشرًة، في بَعضِ دِول أوروبا الأخرى هذا الرَقم يتم الإتصال بمُنظماتٍ محليةٍ مشابهةٍ.
●+3224754499 «لجميعِ أنحاءِ العالمِ».
تِلك الأرقام مُتاحة في جميع الأوقات.

## النشاطات
«تشايلد فوكاس» تَعمل علي منعِ حُدوث الأمورالتالية:
- فقد الأطفال.
- إختطاف الأطفال سواءًا مِنَ الوالدين أومِنَ الغُرباء «سرقة أو خَطفِ الأطفال».
- هرب الأطفال.
- إستغلال الأطفال أوإيذاؤهم جِنسيًا.

الأفرادُ في «تشايلد فوكاس» يُوفرون الدَعم النفسي والشرعي لضحايا تِلكَ الأحداث «الأطفال والآباء». كما يتبعون قضاياهم وفي بعضِ الأحيان يضمنون أنها تُعامل بعنايةٍ مِن قِبَلِ المسؤولين.
كما انهم ياسعدوا وينشروا المعلومات حول الأطفال المفقودين عن طريق نشر صورهم ووصف لهم في الصحف والمجلات.
منذ 1998، تُعالِج«تشايلد فوكاس» نَحو 3000 قضيةٍ في العام، وتغْلق 70% مِنهم خلالِ العام.

## التمويل
تُمَولُ «تشايلد فوكس» مِن:
- دولة بلجيكا (50%)
- تبرعات من الأفراد والمنظمات (50%) [بحاجة لمصدر 1]

## التاريخ
«تشايلد فوكاس» تم انشاؤها من مبادرة «جين-دينس ليجيون» في يونيو 1996؛ بعد سنةٍ مِن إختطاف إبنته «جولي» وصديقتها «ميليسا» على يد «مارك ديتروكس».
عَلِمَ ليجيون عن وجود المركز القومي للأطفال المفقودين والمستغلين في واشنطن، وذهب لزيارته ليَدرِس كيانه. وخلال مارس الأبيض في بروكسل في 20 أكتوبر، 1996، طَلب مِن الوزير الأول «جين_لوك دين» المُساعدة لإنشاءِ منظمةٍ مشابهةٍ في بلجيكا. وأصبحت فخامة المَلكة «باولا» الرئيسة الشرفية للمُنظمة.
وفي 31 مارس، 1998، تم تَفعيل «تشايلد فوكاس» كُليًا، وفي يوليو 1997، أصبح «دانيل كاردون ليشتبر» أول رئيس للمُنظمة.

## انظر ايضًا
- جين_دينس ليجيون
- مارك ديتروكس
- مايكل فورنيرت
- كلاودي ليلفري

## روابط خارجية
http://www.childfocus.be/en
1. ↑  ويكيبيديا:بحاجة لمصدر